# Prats i Sansor
Prats i Sansor település Spanyolországban, Lleida tartományban. Prats i Sansor Isòvol, Das, Urús, Riu de Cerdanya és Bellver de Cerdanya községekkel határos. Lakosainak száma 249 fő (2024).

## Népesség
A település népessége az utóbbi években az alábbiak szerint változott:
| Lakosok száma | 90   | 241  | 141  | 134  | 110  | 217  | 237  | 248  | 219  | 249  |
|               | 1717 | 1887 | 1936 | 1960 | 1986 | 2004 | 2009 | 2014 | 2019 | 2024 |